# بوب بورتون
بوب بورتون (بالإنجليزية: Bob Burton)‏ هو مدرب كرة سلة أمريكي، ولد في 30 سبتمبر 1945 في مقاطعة ألاميدا في الولايات المتحدة.